# فلاديمير بوبوف (مصارع رياضي)
فلاديمير بوبوف (من مواليد 1 يناير 1962) هو مصارع روسي سابق، شارك في الألعاب الأولمبية الصيفية لعام 1988. بدأ المصارعة في عام 1973 وانضم إلى المنتخب السوفيتي في عام 1986.

## وصلات خارجية
- فلاديمير بوبوف على موقع قاعدة بيانات المصارعة الدولية (الإنجليزية)
- فلاديمير بوبوف على موقع أوليمبيديا (الإنجليزية)